# Rock 'n' Roll High School
Rock 'n' Roll High School es una película de comedia musical de 1979 dirigida por Allan Arkush y protagonizada por P. J. Soles, Vincent Van Patten, Clint Howard, Dey Young y Mary Woronov, con la participación especial de la banda de punk rock The Ramones.

## Argumento
Ambientada en 1980, la secundaria Vince Lombardi sigue perdiendo a los directores por crisis nerviosas a causa del gusto de los estudiantes por el Rock and Roll y su desprecio por la educación. Su líder, Riff Randell (P. J. Soles), es la mayor admiradora de The Ramones en la secundaria Vince Lombardi. Ella espera en línea tres días para conseguir entradas para ver a la banda, esperando encontrar a Joey Ramone para que pueda darle una canción que ella escribió para la banda, "Rock N 'Roll High School".
Cuando la directora Togar (Mary Woronov) le quita a Riff su boleto el cual ganó en el concurso de radio, ella y su mejor amiga Kate Rambeau (Dey Young) tienen que encontrar la forma de conocer a sus héroes. Cuando la directora Togar y un grupo de padres tratan de quemar muchos discos de rock, los estudiantes toman el control de la secundaria, junto con los Ramones, los cuales se convierten en los estudiantes de honor. Cuando la policía llega al lugar obligan a los estudiantes de evacuar el edificio, lo cual hacen y esto conduce a un final explosivo.

## Reparto
- P. J. Soles como Riff Randell.
- Vincent Van Patten como Tom Roberts.
- Clint Howard como Eaglebauer.
- Dey Young como Kate Rambeau.
- Mary Woronov como Miss. Evelyn Togar
- Dick Miller como Jefe de Policía.
- Don Steele como Screamin' Steve Stevens.
- Alix Elias como Entrenadora Steroid.
- Loren Lester como Fritz Hansel.
- Daniel Davies como Fritz Gretel.
- Lynn Farrell como Angel Dust.
- Chris Somma como Shawn.
- Marla Rosenfield como Cheryl.
- Terry Soda como Norma.
- Ramones como Ramones.

## Banda sonora
La banda sonora de la película fue publicada al mismo tiempo, pero incluyó sólo un número limitado de las canciones que aparecen en la película. Las dos canciones principales de los Ramones en la película, "Rock 'n' Roll High School" y "I Want You Around", fueron remezcladas por Phil Spector para el álbum. Las dos versiones originales de estas canciones fueron relanzadas en el CD doble de 1999 Hey! Ho! Let's Go: The Anthology.
| Side One | |                                                                      |                              |          |  |
| N.º      | Título | Escritor(es)                                                         | Performer(s)                 | Duración |  |
| 1.       | «Rock 'n' Roll High School» (Phil Spector remix)                                                                                                 | Ramones                                                              | Ramones                      | 2:20     |  |
| 2.       | «I Want You Around» (Phil Spector remix) | Ramones                                                              | Ramones                      | 3:04     |  |
| 3.       | «Come On Let's Go» (Cover de Ritchie Valens, 1959)                                                                                               | Ritchie Valens                                                       | The Paley Brothers y Ramones | 2:14     |  |
| 4.       | «Ramones Medley: Blitzkrieg Bop/Teenage Lobotomy/California Sun/Pinhead/ She's the One» (registrado en directo en The Roxy Theatre, Los Ángeles) | Ramones, Henry Glover, Morris Levy                                   | Ramones                      | 11:04    |  |
| 5.       | «So It Goes» (de Pure Pop for Now People, 1978)                                                                                                  | Lowe                                                                 | Nick Lowe                    | 2:31     |  |
| 6.       | «Energy Fools the Magician» (de Before and After Science, 1977)                                                                                  | Eno                                                                  | Brian Eno                    | 2:05     |  |
| 7.       | «Rock 'n' Roll High School» | Ramones                                                              | P. J. Soles                  | 2:12     |  |
| 8.       | «Come Back Jonee» (de Question: Are We Not Men? Answer: We Are Devo!, 1978)                                                                      | Gerald V. Casale, Mark Mothersbaugh                                  | Devo                         | 3:47     |  |
| 9.       | «Teenage Depression» (from Teenage Depression, 1976)                                                                                             | Dave Higgs                                                           | Eddie and the Hot Rods       | 2:57     |  |
| 10.      | «Smokin' In the Boys Room» (de Yeah!, 1973) | Cub Koda, Michael Lutz                                               | Brownsville Station          | 2:57     |  |
| 11.      | «School Days» (sencillo, 1957) | Berry                                                                | Chuck Berry                  | 2:44     |  |
| 12.      | «A Dream Goes on Forever» (de Todd, 1974) | Rundgren                                                             | Todd Rundgren                | 3:26     |  |
| 13.      | «School's Out» (de School's Out, 1972) | Alice Cooper, Glen Buxton, Michael Bruce, Dennis Dunaway, Neal Smith | Alice Cooper                 | 2:24     |  |

Otras canciones que aparecen en la película son:
- Bent Fabric - "Alley Cat"
- Brian Eno - "Spirits Drifting"
- Brian Eno - "Alternative 3"
- Brian Eno - "M386"
- Fleetwood Mac - "Albatross"
- Fleetwood Mac - "Jigsaw Puzzle Blues"
- Paul McCartney - "Did We Meet Somewhere Before?"
- MC5 - "High School"
- The Paley Brothers - "You're the Best"
- Ramones - "Blitzkrieg Bop"
- The Velvet Underground - "Rock & Roll"

Además de las siguientes canciones de los Ramones:
- "Do You Wanna Dance?"
- "I Just Want to Have Something to Do"
- "I Wanna Be Sedated"
- "I Wanna Be Your Boyfriend"
- "Questioningly"
- "Sheena Is a Punk Rocker"